# قناع الفرسان الهنود والصينيين
قناع الفرسان الهنود والصينيين هي مسرحية في هامبتون كورت في ريتشموند، إنجلترا. حيثُ لم تنشر ولم يبق منها نص.

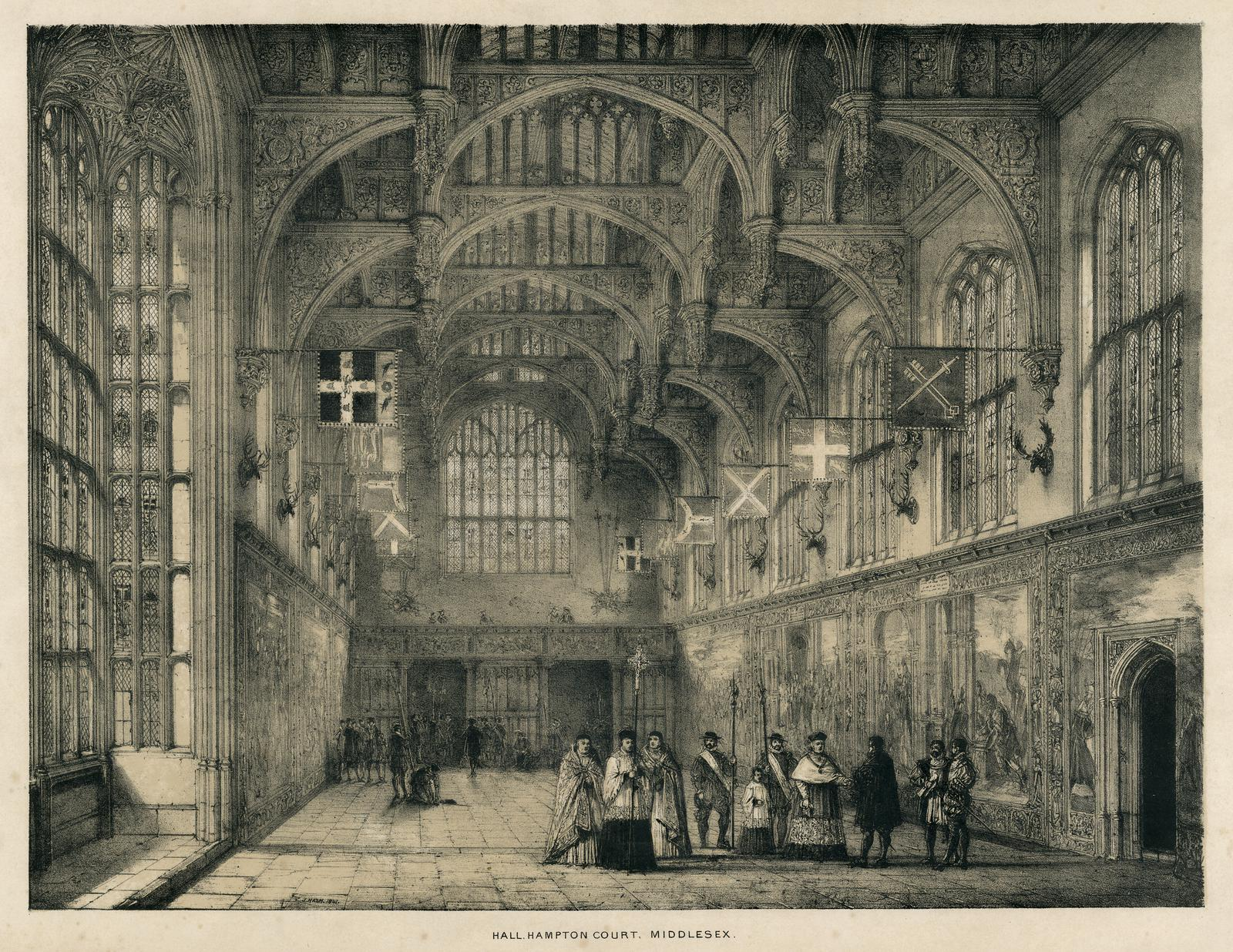
ثمانية من رجال الحاشية متنكرين في زي فرسان هنود وصينيين في القاعة الكبرى في هامبتون كورت في يوم رأس السنة الجديدة 1604

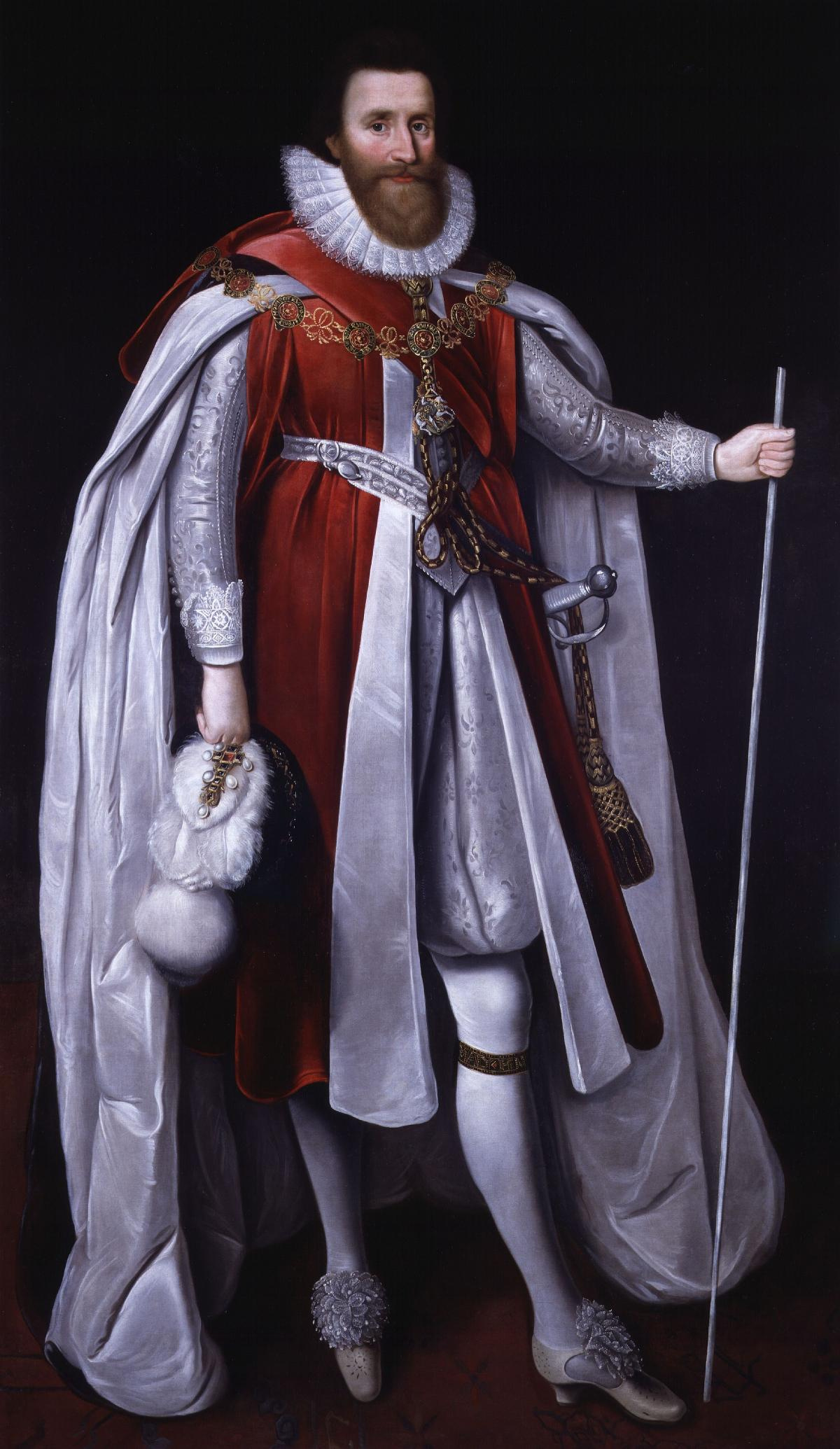
تم إنتاج قناع الفرسان بواسطة لودوفيك ستيوارت، دوق لينوكس الثاني.

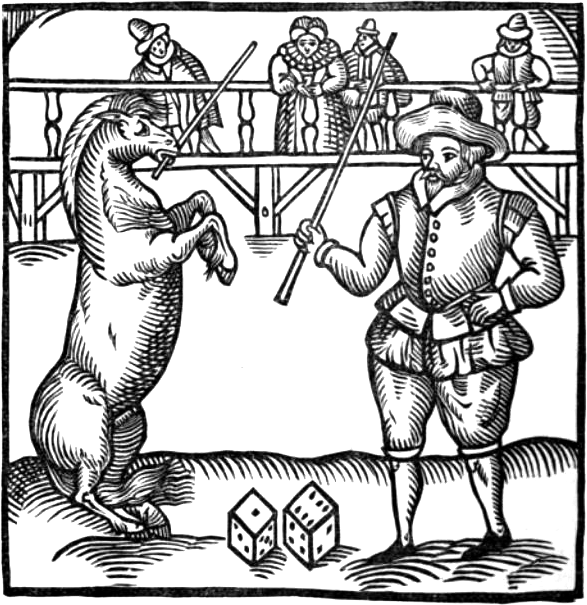
وذكّر الملك جيمس الجمهور بالحصان الشهير ماروكو.

## الخلفية
بعد تفشي الطاعون  سافرت أسر آن الدنماركية والأمير هنري إلى وينشستر، واستمتعوا في تشرين الاول بالأداء المسرحي، مرحبًا بالأمير هنري في وينشستر.

### أيها السادة المرحون
في 21 كانون الأول كتب دادلي كارلتون أن دوق لينوكس كان مبتكر أو منتج الأقنعة التي يؤديها الرجال، "سنحظى بعيد ميلاد سعيد في هامبتون كورت، لأن الأقنعة الرجالية والنسائية كلها جاهزة حسب الطلب، حيث أن الدوق هو رئيس الجامعة تشوري من جهة، والسيدة بيدفورد من جهة أخرى".

### مسافرون من بعيد
الموضوع العام للقناع هو زيارة فرسان من الأراضي البعيدة إلى بلاط ستيوارت الجديد في إنجلترا. ربما كان الهدف من غربتهم هو وضع الاختلافات بين رجال الحاشية الاسكتلنديين والإنجليز في الاعتبار. يمكن اعتبار تمثيل الساحر الصيني في القناع مثالًا على الاستيلاء الثقافي الذي يصف فيه المدينة الفاضلة الخيالية.
في حفلة تنكرية للاحتفال بمعمودية جيمس السادس عام 1566، استخدم النيريديون الهنود البوصلات للتنقل في طريقهم إلى قلعة ستيرلنغ متتبعين الدب العظيم القادم من العالم الجديد . ربما كان الفرسان الهنود في هامبتون كورت يمثلون الشعوب الأصلية في الأمريكتين .

### دور دوق لينوكس
ربما يكون الأداء في هامبتون كورت قد تأثر بالممارسات الفرنسية، حيث قال السفير كونت دي بومونت إن باليه لينوكس تم تنظيمه على الطريقة الفرنسية ووصف إيرل ورسستر مسرحية أخرى من أقنعة كانون الثاني بأنها "باليه".
يلاحظ ديفيد بيرجيرون فيما يتعلق بقناع الفرسان أن دوق لينوكس قد ساعد سابقًا في التخطيط لاستقبال آن الدنمارك في آيار 1590 وقناع معمودية الأمير هنري في قلعة ستيرلينغ عام 1594، ويذكر أن اللورد أوبيني استضاف بن جونسون من عام 1604 فصاعدًا.

## العرض
وفقًا لتقرير دودلي كارلتون ،  تم عرض الحفلة ليلاً بعد أداء مسرحية روبن جودفيلو، حلم ليلة في منتصف الصيف. افتتح المشهد بالجنة، المبنية في القاعة، حيث ألقى ساحر صيني خطابًا طويلًا وصف فيه بلاده، وقارنها "بالقوة والوفرة" مع إنجلترا. وأعلن عن وصول "بعض الفرسان الهنود والصينيين"، الذين نقلهم بطريقة سحرية على السحاب إلى هامبتون كورت. تم سحب ستارة لتكشف عن الأقنعة وهم يلعبون دور الفرسان ويحملون المشاعل والفوانيس. وبعد بعض الأغاني، اقترب المتنكرون بدورهم من الملك.
تم نسخ بعض الموسيقى الباقية بواسطة نيكولاس لو سترينج من أقنعة يناير 1604 في هامبتون كورت. قام ويليام بانكس وحصانه الشهير بزيارة إدنبرة في أبريل 
كتب رجل البلاط روجر ويلبراهام ملخصًا لانطباعاته عن وسائل الترفيه في المحكمة في يناير 1604 وتكاليفها.

## الأقنعة
ارتدى رجال الحاشية الثمانية أردية من الساتان القرمزي المطرزة بالذهب ومكسوة بالدانتيل الفضي، مع سيوف وقبعات عليها ريشة طائر هندي. هذه الأزياء، بحسب دودلي كارلتون، كانت مرهقة للغاية بالنسبة للرقص.
- توماس سومرست ، سيد الخيول لآن الدنمارك
- هنري جوديري أو جوديير، (حوالي 1571-1627)، صديق جون دون وويليام فاولر .[19] كانت ابنته لوسي أحد أفراد أسرة لوسي راسل، كونتيسة بيدفورد وتزوجت من فرانسيس نيثرسول.[20]
- وليام هربرت.
- فيليب هربرت.
- لودوفيك ستيوارت، دوق لينوكس الثاني.
- إسمي ستيوارت، اللورد أوبيني.
- جيمس هاي.
- ريتشارد بريستون.